# Peperomia carnifolia
Peperomia carnifolia är en pepparväxtart som beskrevs av Truman George Yuncker. Peperomia carnifolia ingår i släktet peperomior, och familjen pepparväxter. Inga underarter finns listade i Catalogue of Life.